# Wesley Crusher
Wesley Crusher és un personatge de ficció de la franquícia Star Trek. Apareix regularment a les quatre primeres temporades de la sèrie de televisió Star Trek: La nova generació (TNG), i esporàdicament a les tres temporades següents. També va aparèixer al llargmetratge Star Trek: Nemesis (2002), en un episodi cadascun de les sèries de televisió Star Trek: Picard (2022) i Star Trek: Lower Decks (2023), i com a personatge recurrent a la temporada 2 de Star Trek: Prodigy (2024). És fill de Beverly Crusher i Jack Crusher i és interpretat per l'actor Wil Wheaton.

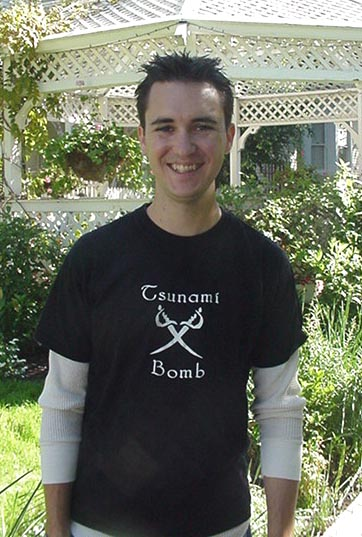
Will Wheaton interpreta Wesley Crusher

## Visió general

### Sèries i pel·lícules de televisió
A la sèrie de televisió Star Trek: la nova generació, Wesley Crusher arriba per primera vegada a l'Enterprise-D amb la seva mare, poc després que el capità Jean-Luc Picard assumeixi el comandament. El pare de Crusher va morir mentre estava sota el comandament de Picard, i Picard va lliurar el missatge a Wesley i a la seva mare, Beverly. Inicialment, Picard va trobar Wesley irritant, ja que sovint se sent incòmode amb els nens, un fet que revela al seu primer oficial, el comandant William Riker, a l'episodi pilot "Trobada a Farpoint".
En els primers episodis de la sèrie, Picard no permet que Wesley pugi al pont de la nau. Tanmateix, durant la primera temporada, Picard s'adona que Wesley entén moltes coses més enllà de la seva edat, havent heretat la intel·ligència de la seva mare, i li concedeix més oportunitats a bord. Un extraterrestre conegut com el  Viatger diu al capità Picard que Wesley posseeix una intel·ligència única i un gran potencial quan se li dóna ànim i oportunitat, comparant-lo amb un nen prodigi com  Mozart. Picard aviat nomena Crusher com a alferes interí
A l'episodi "Fer-se gran", Crusher fa l'examen d'entrada de l'Acadèmia de la Flota Estel·lar, però no l'aconsegueix. A l'episodi "Ménage à Troi", perd la seva segona oportunitat de fer l'examen; però quan ajuda la tripulació de l'"Enterprise"-D a rescatar en Riker, la Deanna Troi i la Lwaxana Troi dels hostils ferengi, en Picard li concedeix un ascens a alferes.
A l'episodi de la tercera temporada "L'aliança", Crusher revela que després de la mort del seu pare, va sentir animositat cap a en Picard, perquè estava al comandament de l'"Stargazer" durant la missió en què va morir el pare d'en Wesley. Al final de l'episodi, ja no alberga aquests sentiments.
L'any següent, Crusher és convidat a tornar a fer l'examen de l'Acadèmia. És acceptat i s'uneix a un grup d'elit de cadets conegut com a Nova Squadron. A l'episodi de la cinquena temporada "El primer deure", un company d'esquadró mor intentant una maniobra de vol perillosa i prohibida i, sota la pressió del líder de l'equip, Nick Locarno, Crusher incita els esforços de l'esquadró per encobrir la veritat. Tot i que la intervenció de la tripulació de l'"Enterprise" i el propi testimoni de Crusher el salven de l'expulsió, els crèdits acadèmics de Crusher per a l'any són revocats; Se li exigeix repetir l'any i graduar-se després de la major part de la resta de la seva classe. Roman a l'Acadèmia fins que el Viatger el torna a contactar en un episodi posterior de la temporada 7, "El final del viatge", on renuncia a la seva comissió i va amb el Viatger a explorar altres plans de la realitat.
A continuació, es veu Crusher assegut al costat de la seva mare al fons de les escenes del casament a la pel·lícula Star Trek: Nemesis. En una escena eliminada de la pel·lícula, El capità Picard pregunta a Crusher si està emocionat de servir a bord de l'USS Titan (la nau del capità Riker). Crusher li diu que farà el torn de nit a Enginyeria, cosa que hauria indicat que Wesley va tornar a la Flota Estel·lar abans dels esdeveniments de la pel·lícula i tenia el rang de tinent.
Crusher torna a l'episodi "Farewell" de la temporada 2 de Star Trek: Picard. En els anys posteriors a Star Trek: Nemesis, s'ha reincorporat als Viatgers, viatjant per l'espai i el temps. L'any 2024, s'acosta a Kore Soong i revela que ell i els seus companys Viatgers van ser els responsables de crear els Supervisors i els Observadors per ajudar a garantir la supervivència de l'univers. Li ofereix a Kore una posició amb els Viatgers, tot i que no pot garantir la seva seguretat, i ella accepta.
Crusher torna a la segona temporada de Star Trek: Prodigy on intenta ajudar la jove tripulació del Protostar a rescatar el capità Chakotay del futur i després a fer front a les seves alteracions involuntàries a la línia temporal. A la primera meitat de la temporada, Crusher actua des de les ombres, enviant missatges dissimulats a la tripulació. Crusher finalment porta els joves cadets a conèixer-lo en persona, explicant que la paradoxa temporal està destruint el seu univers i, mentre que els altres Viatgers l'han abandonat com una causa perduda, Crusher no està disposat a renunciar a l'univers que era la seva llar i, el que és més important, on encara viu la seva mare. Crusher revela que, havent estudiat milers de milions de futurs possibles, només n'hi ha un on la vida a la galàxia no acaba en un patiment infinit i això implica que els set cadets s'uneixin. Mentre uns carronyaires extradimensionals anomenats el Teler es mouen per destruir l'univers, Crusher ajuda els cadets a trobar la "Protoestrella" i desapareix després de prometre distraure el Teler per guanyar-los temps.
A la segona meitat de la temporada, Crusher és capturat per Asencia i la seva ment és explorada per crear armes temporals que ella pretén utilitzar per destruir la Federació en una guerra. Crusher finalment és rescatat pels cadets, però revela que s'havia deixat capturar per guiar Asencia a crear la tecnologia que necessitaran per enviar la "Protostar" enrere en el temps i restaurar la línia temporal. Tot i que el Doctor és capaç de tractar les ferides de Crusher, el dany al seu cervell deixa els poders de Viatger de Crusher fora de servei per ara. Treballant amb Janeway per rescatar els cadets, Crusher lluita per adaptar-se a no poder confiar en els seus poders abans que Janeway li recordi que Crusher era un oficial de la Flota Estel·lar abans de ser un Viatger i que els seus talents naturals són més valuosos per a ells que els seus poders espai-temps. Amb un impuls de confiança, Crusher juga un paper fonamental en la missió de rescat utilitzant les seves habilitats com a pilot i més tard el seu intel·lecte per reprogramar un tricorder per portar la seva nau de forma remota per a la partida. Més tard, Crusher ajuda a esbrinar com obrir el forat de cuc i decideix acompanyar el "Protostar" juntament amb la tripulació per dur a terme la missió. En privat, Crusher revela a Dal R'El que la cosa important que havia predit que faria el grup i que donarà forma al futur de la galàxia encara està per arribar. Un cop acabada la crisi, Crusher visita la seva mare per primera vegada en anys i el presenten al seu germà petit Jack, després que Janeway l'hagi renyat per no veure la seva mare més sovint.

## Recepció
El personatge de Wesley Crusher no era popular entre alguns fans de Star Trek. Molts van considerar el personatge una Mary Sue, i un substitut de Gene Roddenberry (el segon nom del qual era Wesley). El paper del personatge a la sèrie va ser molt minimitzat després de la primera temporada, quan la participació de Roddenberry en la producció de la sèrie es va tornar més perifèrica.
A alguns fans no els va agradar la idea d'un noi que semblava salvar regularment tota la nau utilitzant un recurs argumental deus ex machina. Els comentaristes han observat almenys set vegades en què Crusher, "que té problemes per entrar a l'Acadèmia de la Flota Estel·lar" i es troba en una nau "plena dels millors i més brillants membres de la tripulació de la Flota Estel·lar", ha trobat "la solució necessària". L'aversió dels fans per Crusher s'ha convertit en una mena de meme de la cultura pop, reflectit en altres programes de televisió com ara The Big Bang Theory, el doblatge a l'anglès de Steins;Gate, i en un episodi de Family Guy del 2009, "Not All Dogs Go to Heaven", que incloïa el repartiment principal de La nova generació i presentava Wil Wheaton en el paper de Crusher, que estava sent assetjat per Patrick Stewart.
Wheaton va escriure: "Quan era més jove, la gent em feia passar una mala estona amb Wesley Crusher, hi va haver un moment a finals de l'adolescència i principis dels vint anys en què em ressentia "Star Trek". Em va semblar tan injust que gent que no m'havia conegut mai fos tan cruel i odiosa amb mi com a persona perquè no els agradava un personatge que interpretava en un programa de televisió, volia deixar enrere "Star Trek" i oblidar que mai havia format part de la meva vida".
En un número del 2016 de la revista Wired, Wesley Crusher va ser classificat en el lloc 31 dels 100 personatges més importants de la Flota Estel·lar a l'univers de ciència-ficció de Star Trek.